# Langlaufen op de Olympische Winterspelen 1994
Langlaufen is een van de sporten die beoefend werden tijdens de Olympische Winterspelen 1994 in Lillehammer.

## Mannen

### 10 kilometer klassieke stijl
| Rang   | Sporter(s)       | Land | Tijd    |
| ------ | ---------------- | ---- | ------- |
| Goud   | Bjørn Dæhlie     | NOR  | 24:20.1 |
| Zilver | Vladimir Smirnov | KAZ  | 24:38.3 |
| Brons  | Marco Albarello  | ITA  | 24:42.3 |
| 4      | Mikhail Botvinov | RUS  | 24:58.9 |
| 5      | Sture Sivertsen  | NOR  | 24:59.7 |
| 6      | Mika Myllylä     | FIN  | 25:05.3 |
| 7      | Vegard Ulvang    | NOR  | 25:08.0 |
| 8      | Silvio Fauner    | ITA  | 25:08.1 |

### 15 kilometer achtervolging
| Rang   | Sporter(s)       | Land | 10 km klassiek | 15 km vrije stijl | Totaal tijd |
| ------ | ---------------- | ---- | -------------- | ----------------- | ----------- |
| Goud   | Bjørn Dæhlie     | NOR  | 24:20          | 35:48.8           | 1:00:08.8   |
| Zilver | Vladimir Smirnov | KAZ  | 24:38          | 36:00.0           | 1:00:38.0   |
| Brons  | Silvio Fauner    | ITA  | 25:08          | 36:40.6           | 1:01:48.6   |
| 4      | Mika Myllylä     | FIN  | 25:05          | 36:50.9           | 1:01:55.9   |
| 5      | Mikhail Botvinov | RUS  | 24:58          | 36:59.8           | 1:01:57.8   |
| 6      | Jari Räsänen     | FIN  | 25:31          | 36:32.7           | 1:02:03.7   |
| 7      | Sture Sivertsen  | NOR  | 24:59          | 37:10.7           | 1:02:09.7   |
| 8      | Johann Mühlegg   | GER  | 25:50          | 36:41.2           | 1:02:31.2   |

### 30 kilometer vrije stijl
| Rang   | Sporter(s)       | Land | Tijd      |
| ------ | ---------------- | ---- | --------- |
| Goud   | Thomas Alsgaard  | NOR  | 1:12:26.4 |
| Zilver | Bjørn Dæhlie     | NOR  | 1:13:13.6 |
| Brons  | Mika Myllylä     | FIN  | 1:14:14.5 |
| 4      | Mikhail Botvinov | RUS  | 1:14:43.3 |
| 5      | Maurilio De Zolt | ITA  | 1:14:55.5 |
| 6      | Jari Isometsä    | FIN  | 1:15:12.5 |
| 7      | Silvio Fauner    | ITA  | 1:15:27.7 |
| 8      | Egil Kristiansen | NOR  | 1:15:37.7 |

### 50 kilometer klassieke stijl
| Rang   | Sporter(s)       | Land | Tijd      |
| ------ | ---------------- | ---- | --------- |
| Goud   | Vladimir Smirnov | KAZ  | 2:07:20.3 |
| Zilver | Mika Myllylä     | FIN  | 2:08:41.4 |
| Brons  | Sture Sivertsen  | NOR  | 2:08:49.0 |
| 4      | Bjørn Dæhlie     | NOR  | 2:09:11.4 |
| 5      | Erling Jevne     | NOR  | 2:09:12.2 |
| 6      | Christer Majbäck | SWE  | 2:10:03.8 |
| 7      | Maurilio De Zolt | ITA  | 2:10:12.1 |
| 8      | Giorgio Vanzetta | ITA  | 2:10:16.4 |

### 4 x 10 kilometer estafette
| Rang   | Sporter(s)                                                           | Land | Tijd      |
| ------ | -------------------------------------------------------------------- | ---- | --------- |
| Goud   | Maurilio De Zolt Marco Albarello Giorgio Vanzetta Silvio Fauner      | ITA  | 1:41:15.0 |
| Zilver | Sture Sivertsen Vegard Ulvang Thomas Alsgaard Bjørn Dæhlie           | NOR  | 1:41:15.4 |
| Brons  | Mika Myllylä Harri Kirvesniemi Jari Räsänen Jari Isometsä            | FIN  | 1:42:15.6 |
| 4      | Torald Rein Jochen Behle Peter Schlickenrieder Johann Mühlegg        | GER  | 1:44:26.7 |
| 5      | Andrei Kirilov Aleksej Prokoerorov Gennadi Lazoetin Mikhail Botvinov | RUS  | 1:44:29.2 |
| 6      | Jan Ottosson Christer Majbåck Anders Bergström Henrik Forsberg       | SWE  | 1:45:22.7 |
| 7      | Jeremias Wigger Hans Diethelm Jürg Capol Giachem Guidon              | SUI  | 1:47:12.2 |
| 8      | Lubomiř Buchta Václav Korunka Jiří Teplý Pavel Benč                  | CZE  | 1:47:12.6 |

## Vrouwen

### 5 kilometer klassieke stijl
| Rang   | Sporter(s)              | Land | Tijd    |
| ------ | ----------------------- | ---- | ------- |
| Goud   | Ljoebov Jegorova        | RUS  | 14:08.8 |
| Zilver | Manuela Di Centa        | ITA  | 14:28.3 |
| Brons  | Marja-Liisa Kirvesniemi | FIN  | 14:36.0 |
| 4      | Anita Moen              | NOR  | 14:39.4 |
| 5      | Inger Helene Nybråten   | NOR  | 14:43.6 |
| 6      | Larisa Lazutina         | RUS  | 14:44.2 |
| 7      | Trude Dybendahl         | NOR  | 14:48.1 |
| 8      | Kateřina Neumannová     | CZE  | 14:49.6 |

### 10 kilometer achtervolging
| Rang   | Sporter(s)          | Land | 5 km klassiek | 10 km vrije stijl | Totaal tijd |
| ------ | ------------------- | ---- | ------------- | ----------------- | ----------- |
| Goud   | Ljoebov Jegorova    | RUS  | 14:08         | 27:30.1           | 41:38.1     |
| Zilver | Manuela Di Centa    | ITA  | 14:28         | 27:18.4           | 41:46.4     |
| Brons  | Stefania Belmondo   | ITA  | 15:04         | 27:17.1           | 42:21.1     |
| 4      | Larisa Lazutina     | RUS  | 14:44         | 27:52.6           | 42:36.6     |
| 5      | Nina Gavriljoek     | RUS  | 15:01         | 27:35.9           | 42:36.9     |
| 6      | Kateřina Neumannová | CZE  | 14:49         | 28:00.8           | 42:49.8     |
| 7      | Trude Dybendahl     | NOR  | 14:48         | 28:02.2           | 42:50.2     |
| 8      | Anita Moen          | NOR  | 14:39         | 28:42.2           | 43:21.2     |

### 15 kilometer vrije stijl
| Rang   | Sporter(s)           | Land | Tijd    |
| ------ | -------------------- | ---- | ------- |
| Goud   | Manuela Di Centa     | ITA  | 39:44.5 |
| Zilver | Ljoebov Jegorova     | RUS  | 41:03.0 |
| Brons  | Nina Gavriljoek      | RUS  | 41:10.4 |
| 4      | Stefania Belmondo    | ITA  | 41:33.6 |
| 5      | Larisa Lazutina      | RUS  | 41:57.6 |
| 6      | Jelena Välbe         | RUS  | 42:26.6 |
| 7      | Antonina Ordina      | SWE  | 42:29.1 |
| 8      | Alżběta Havrančiková | SVK  | 42:34.4 |

### 30 kilometer klassieke stijl
| Rang   | Sporter(s)              | Land | Tijd      |
| ------ | ----------------------- | ---- | --------- |
| Goud   | Manuela Di Centa        | ITA  | 1:25:41.6 |
| Zilver | Marit Wold              | NOR  | 1:25:57.8 |
| Brons  | Marja-Liisa Kirvesniemi | FIN  | 1:26:13.0 |
| 4      | Trude Dybendahl         | NOR  | 1:26:52.6 |
| 5      | Ljoebov Jegorova        | RUS  | 1:26:54.8 |
| 6      | Jelena Välbe            | RUS  | 1:26:57.4 |
| 7      | Inger Helene Nybråten   | NOR  | 1:27:11.2 |
| 8      | Marjut Rolig            | FIN  | 1:27:51.4 |

### 4 x 5 kilometer estafette
| Rang   | Sporter(s)                                                                   | Land | Tijd      |
| ------ | ---------------------------------------------------------------------------- | ---- | --------- |
| Goud   | Jelena Välbe Larisa Lazutina Nina Gavriljoek Ljoebov Jegorova                | RUS  | 57:12.5   |
| Zilver | Trude Dybendahl Inger Helene Nybråten Elin Nilsen Anita Moen                 | NOR  | 57:42.6   |
| Brons  | Bice Vanzetta Manuela Di Centa Gabriella Paruzzi Stefania Belmondo           | ITA  | 58:42.6   |
| 4      | Pirkko Määttä Marja-Liisa Kirvesniemi Merja Lahtinen Marjut Rolig            | FIN  | 59:15.9   |
| 5      | Sylvia Honegger Silke Schwager Barbara Mettler Brigitte Albrecht             | SUI  | 1:00:05.1 |
| 6      | Anna Frithioff Marie-Helene Östlund Anna-Lena Fritzon Antonina Ordina        | SWE  | 1:00:05.8 |
| 7      | Lubomira Balazová Jaroslava Bukvajova Tatiana Kutlikova Alżběta Havrančiková | SVK  | 1:01:00.2 |
| 8      | Michalina Maciuszek Małgorzata Ruchała Dorota Kwaśny Bernadetta Bocek        | POL  | 1:01:13.2 |

## Medaillespiegel
| Rang   | Land       | Goud | Zilver | Brons | Totaal |
| ------ | ---------- | ---- | ------ | ----- | ------ |
| 1      | Noorwegen  | 3    | 4      | 1     | 8      |
| 2      | Italië     | 3    | 2      | 4     | 9      |
| 3      | Rusland    | 3    | 1      | 1     | 5      |
| 4      | Kazachstan | 1    | 2      | 0     | 3      |
| 5      | Finland    | 0    | 1      | 4     | 5      |
| Totaal | Totaal     | 10   | 10     | 10    | 30     |